# Centro Histórico de Morelia
O Centro Histórico de Morelia situa-se no estado mexicano de Michoacán. É considerado Património Mundial, pela Unesco desde 1991.
Construída no século XVI, Morelia é um magnífico exemplo de planejamento urbano espanhol que combina as ideias do Renascimento Espanhol com a experiência Mesoamericana. Bem adaptada às inclinações do monte, as ruas de Morelia ainda seguem o trajecto original. Mais de 200 edifícios históricos, todos na rocha rosa tradicional da região, reflectem a história arquitectónica da cidade. Morelia foi o lugar de nascimento de muitas figuras importantes do México independente e teve um papel importante na história do seu país.

## Galeria

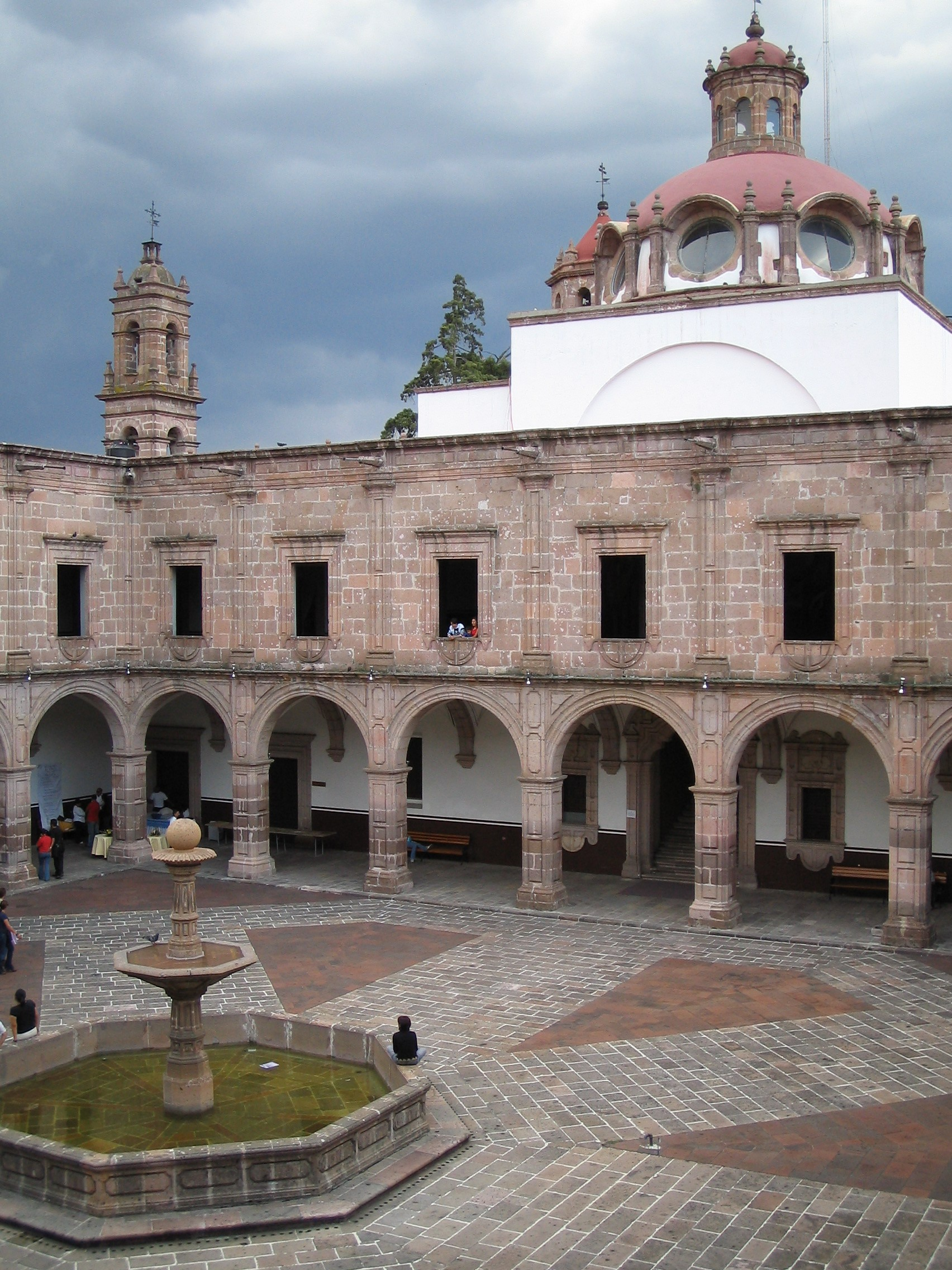
Palacio Clavijero
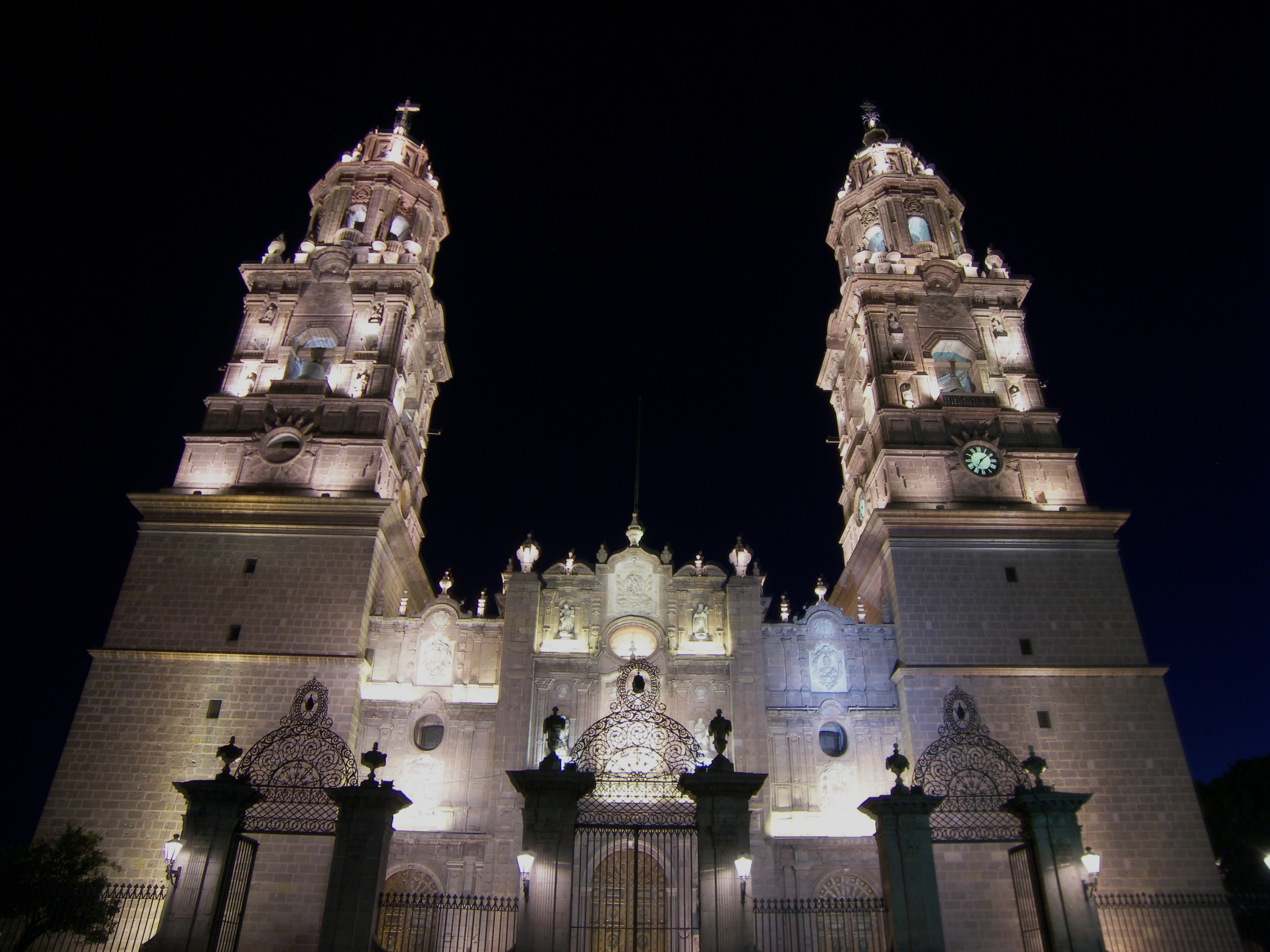
Catedral de Morelia
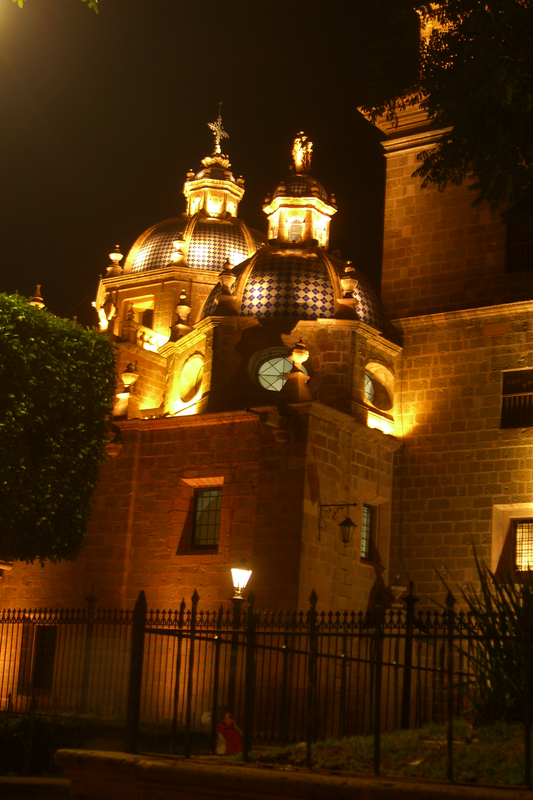
Catedral de Morelia
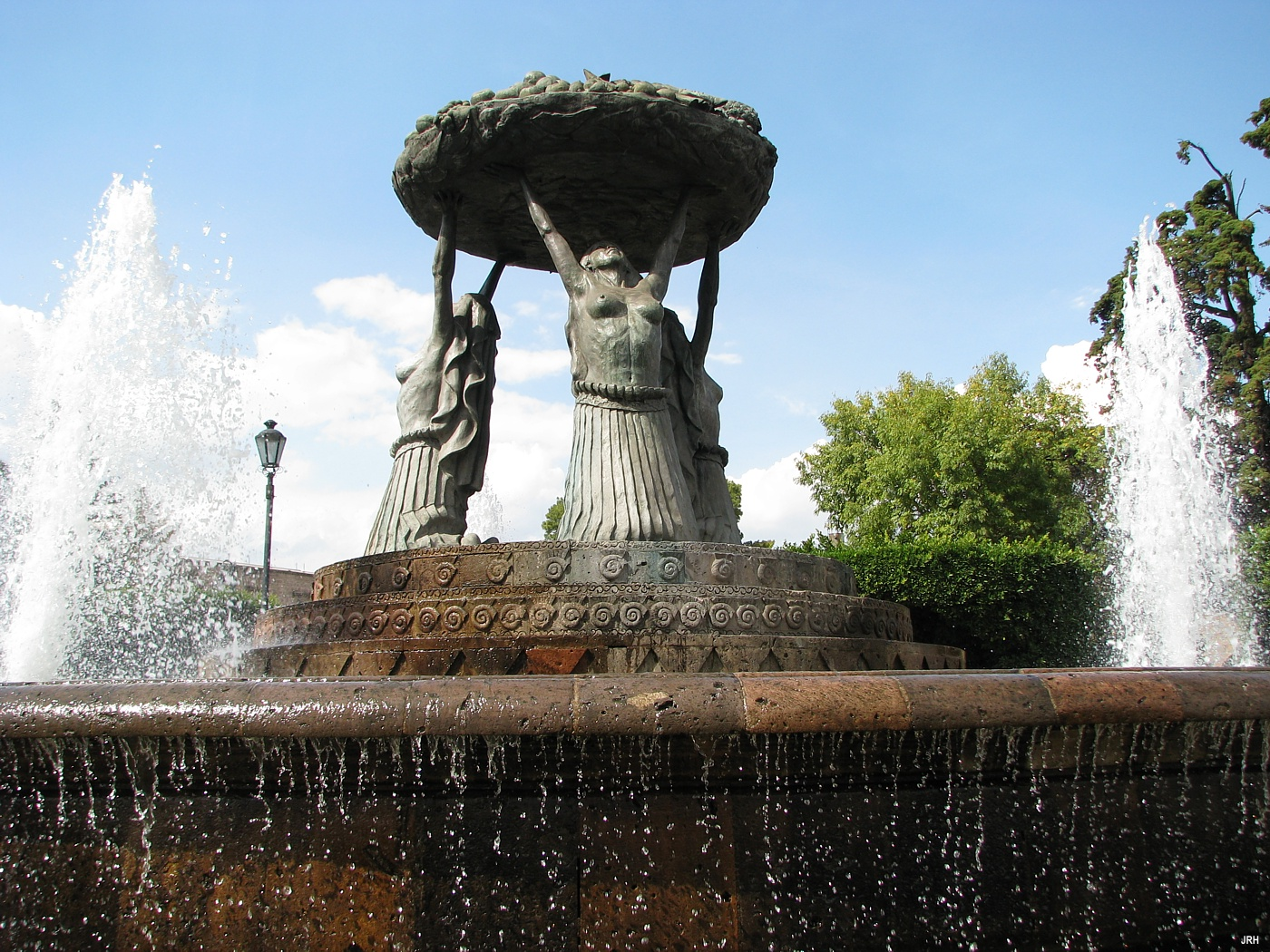
Fonte Las Tarascas
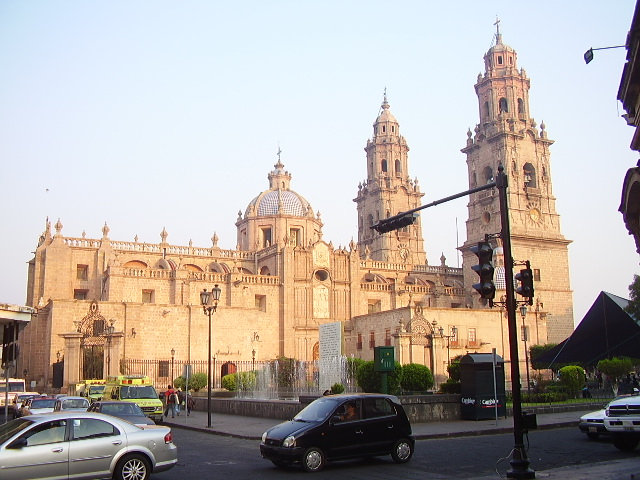
Catedral sob o sol
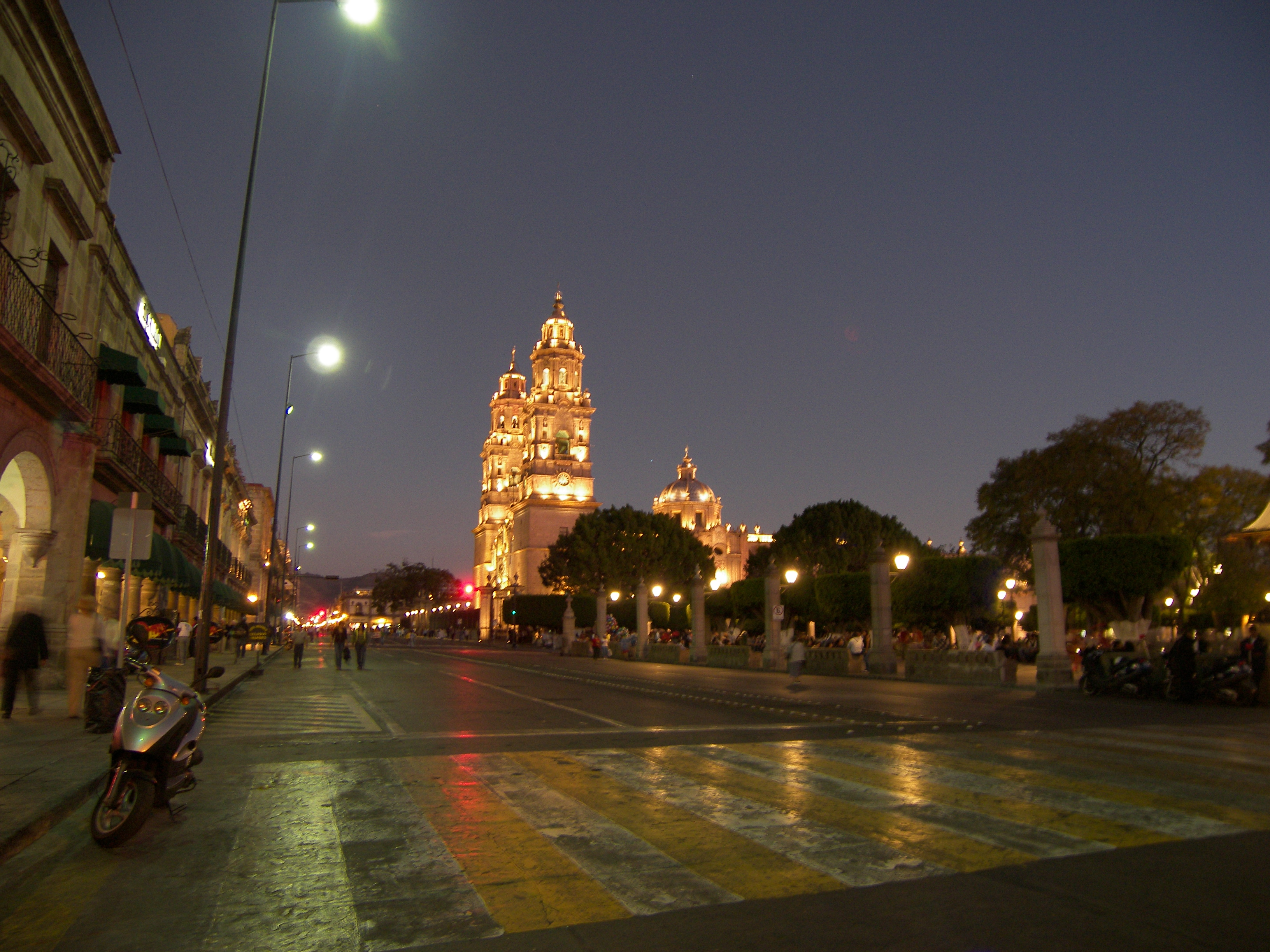
Avenida Francisco I. Madero
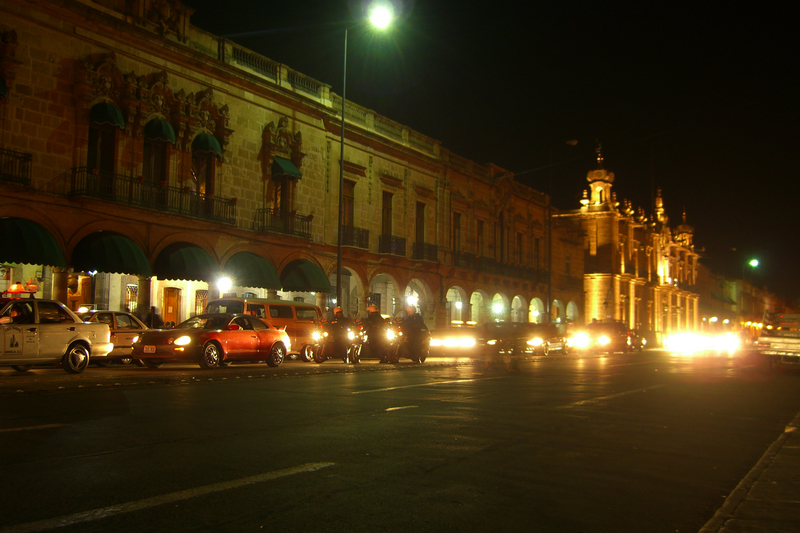
Avenida Francisco I. Madero
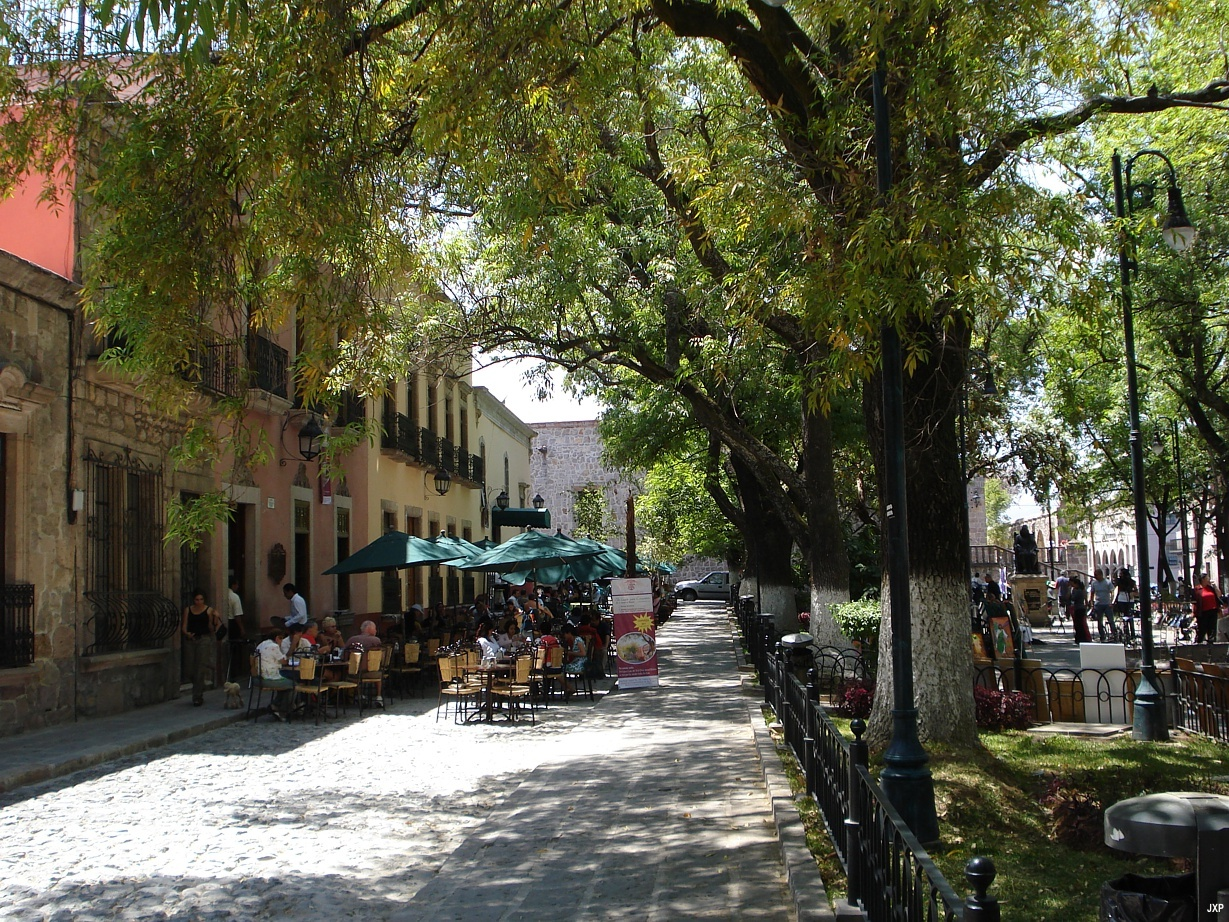
Jardim de las Rosas
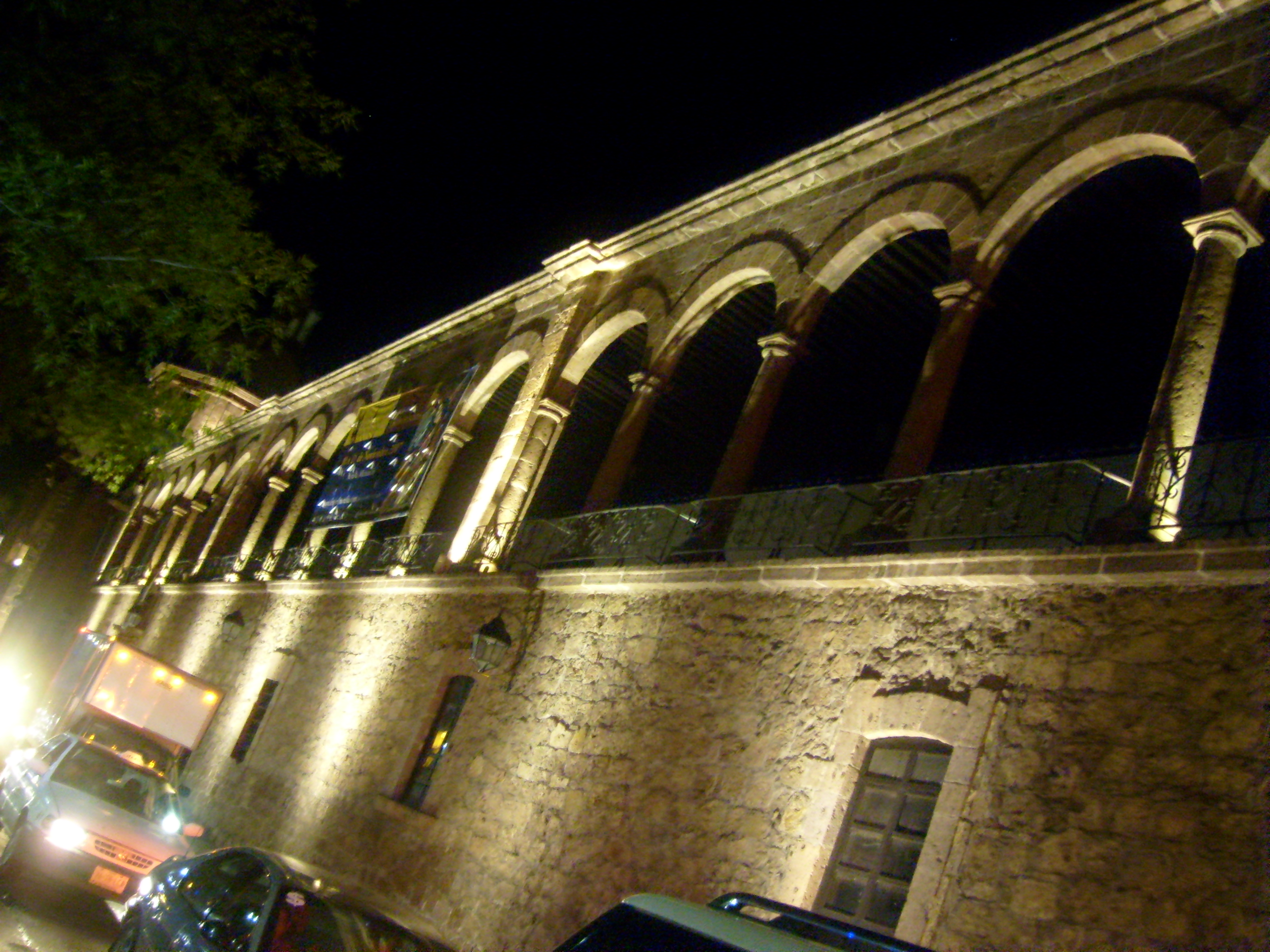
Conservatorio de las Rosas
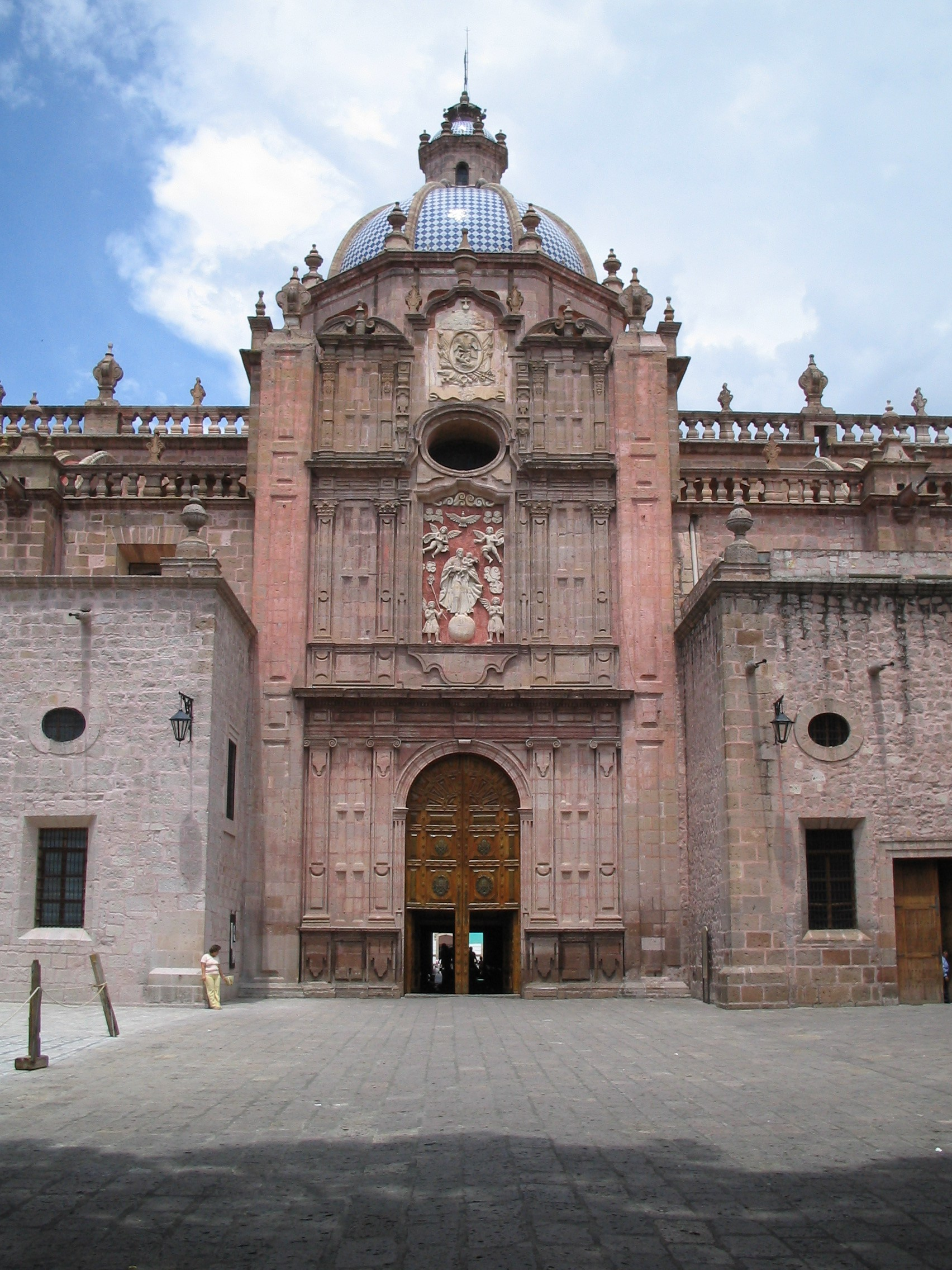
Catedral de Morelia
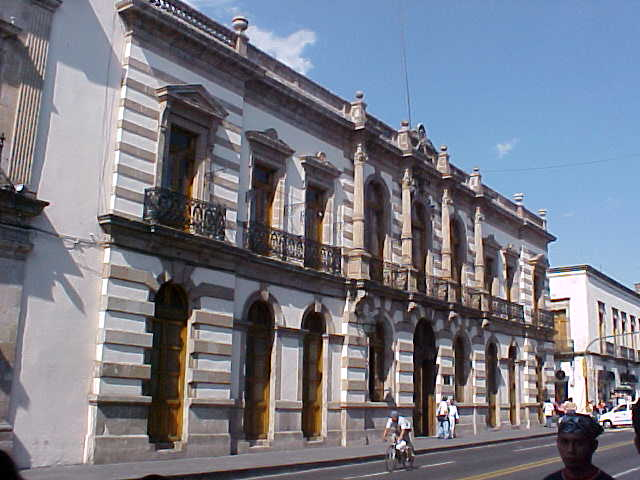
Palacio Legislativo
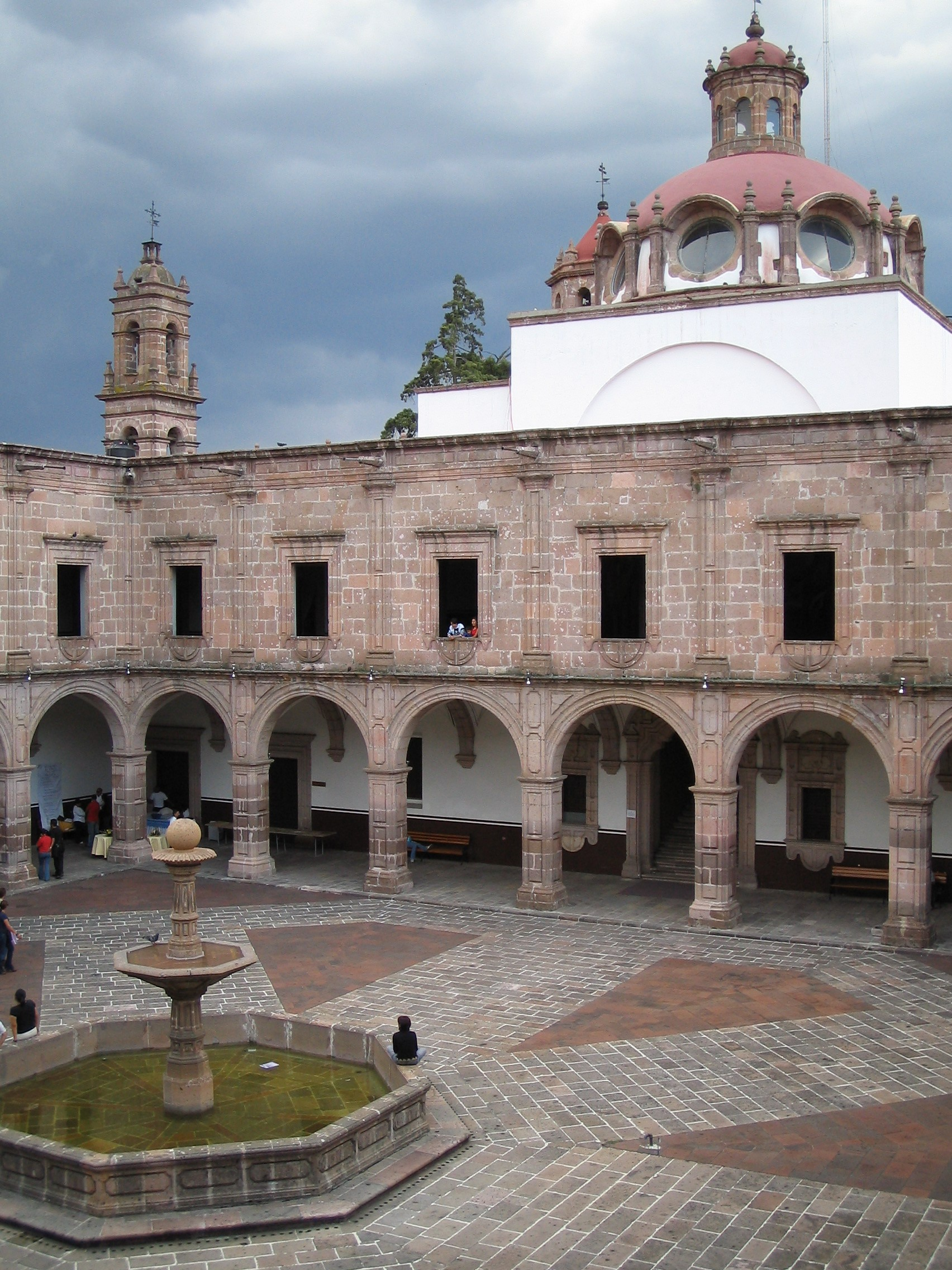
Palacio Clavijero
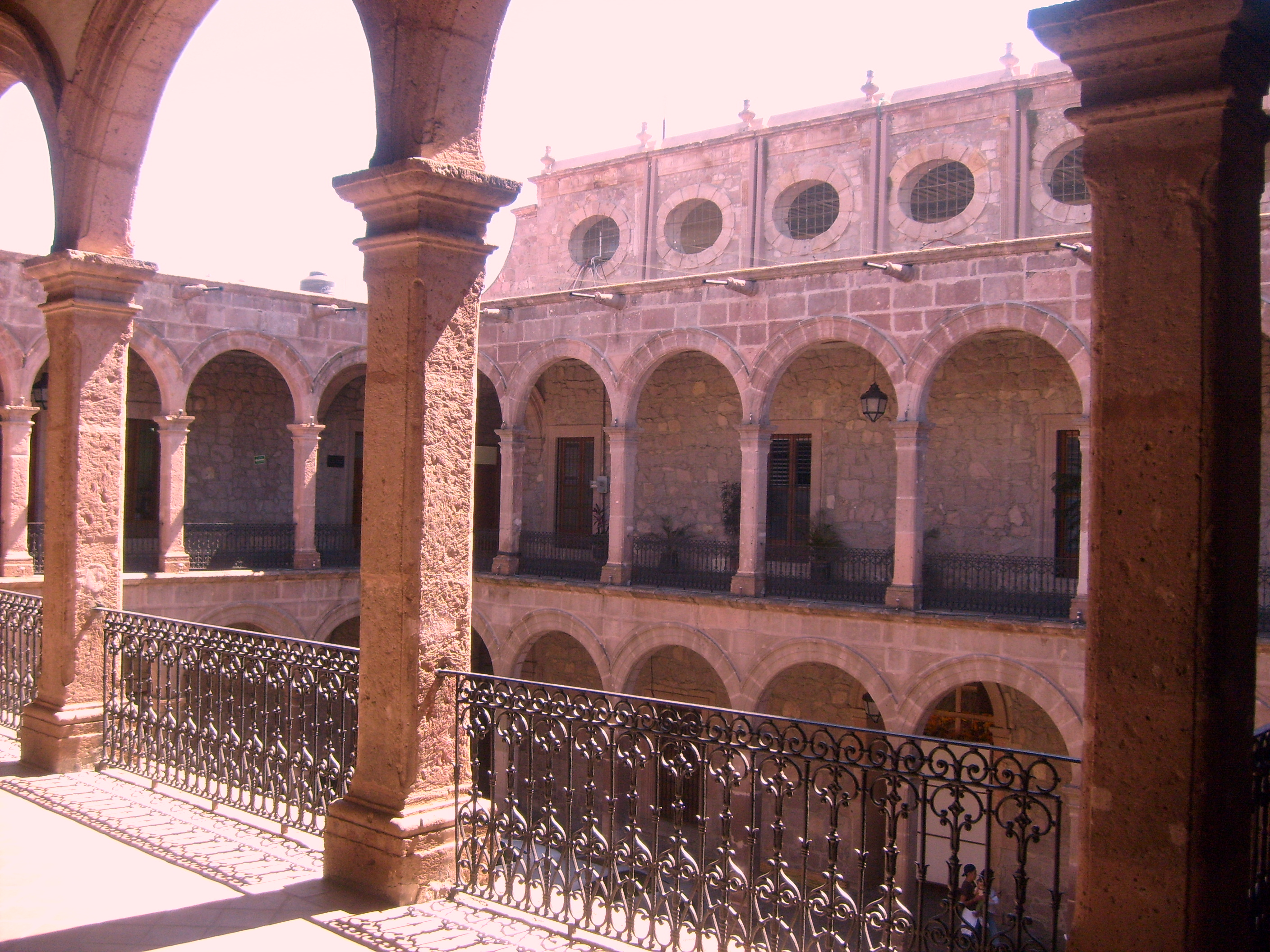
Palacio do governo
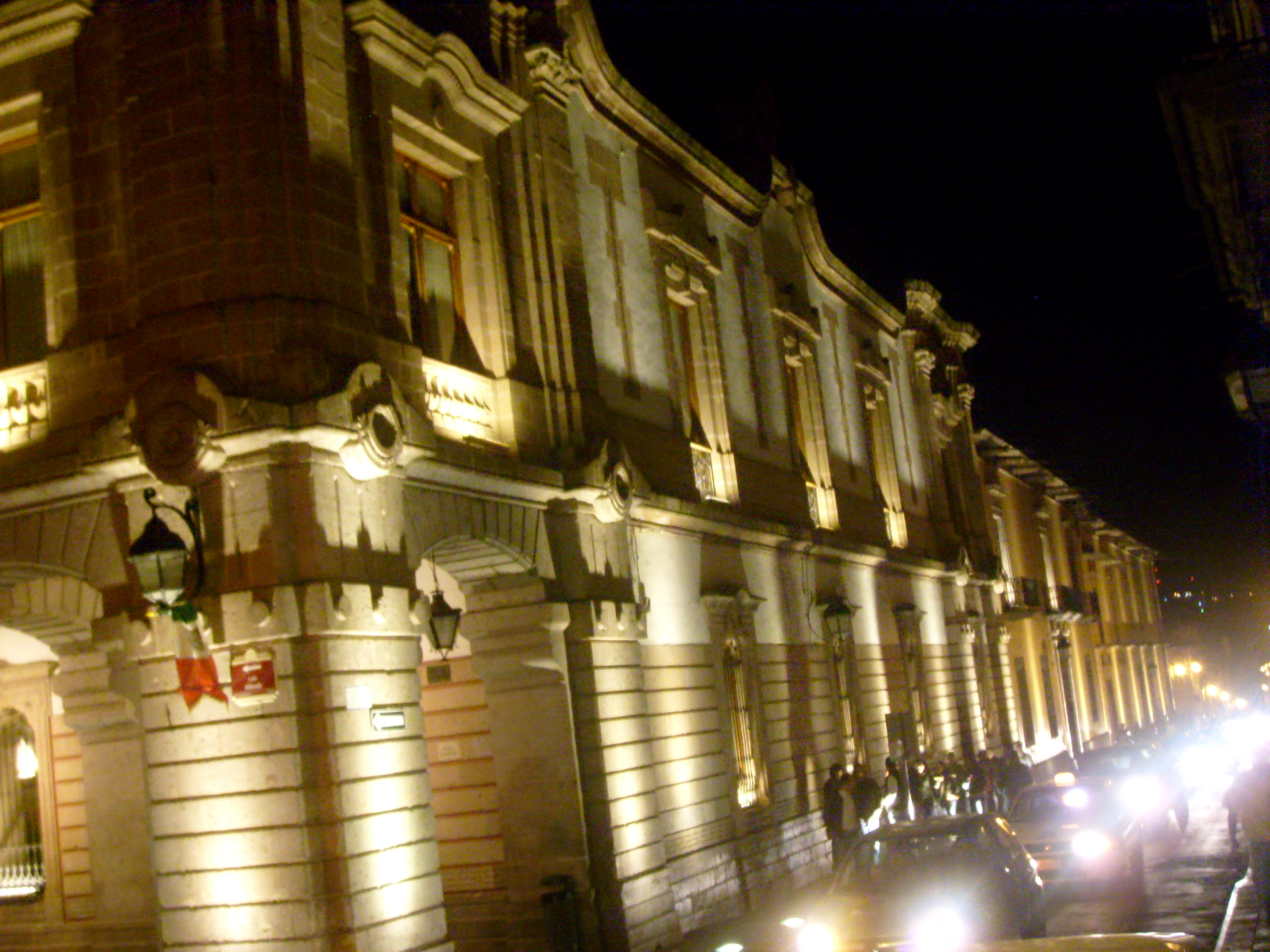
Rua típica de Morelia
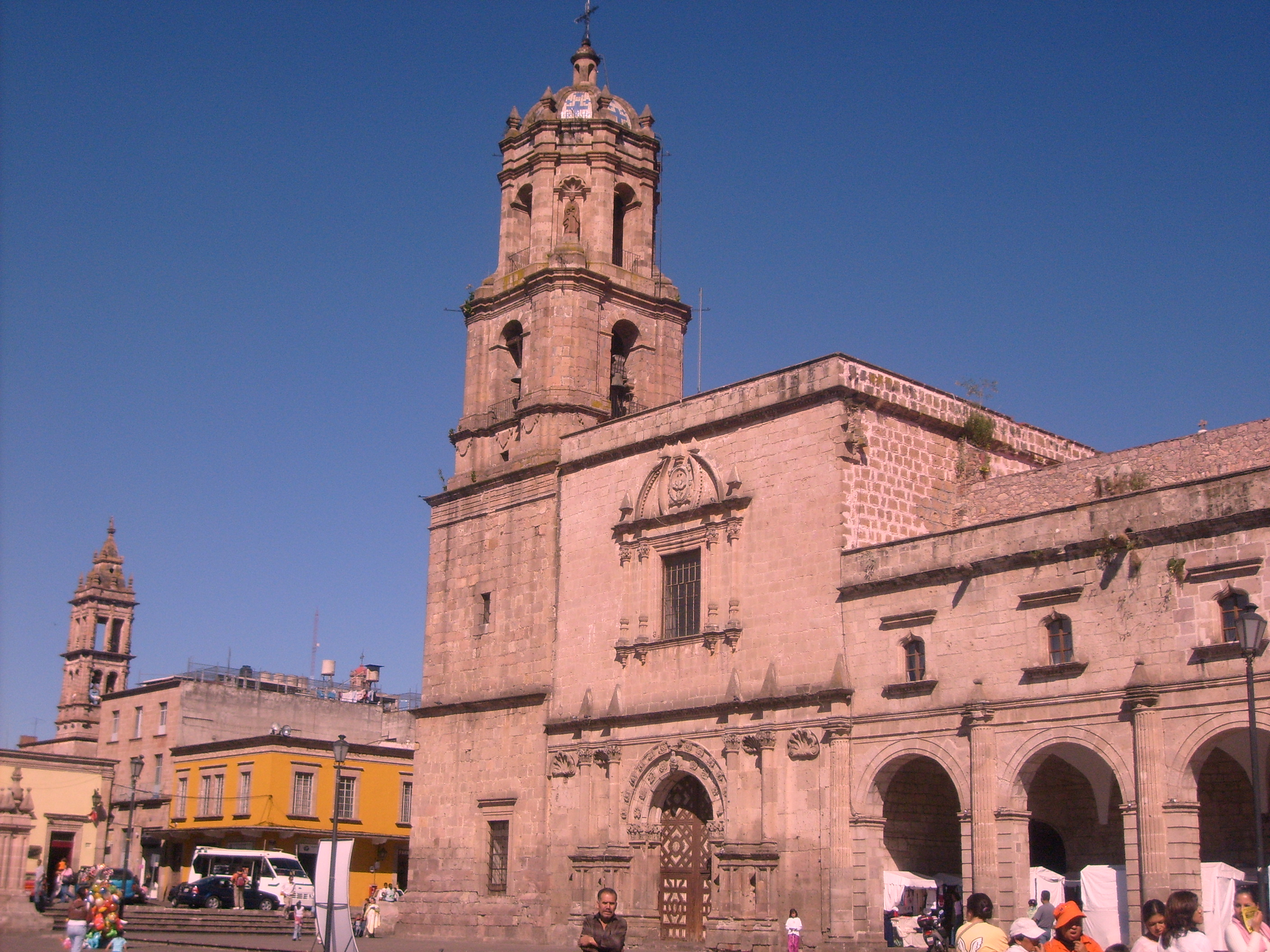
Igreja de São Francisco
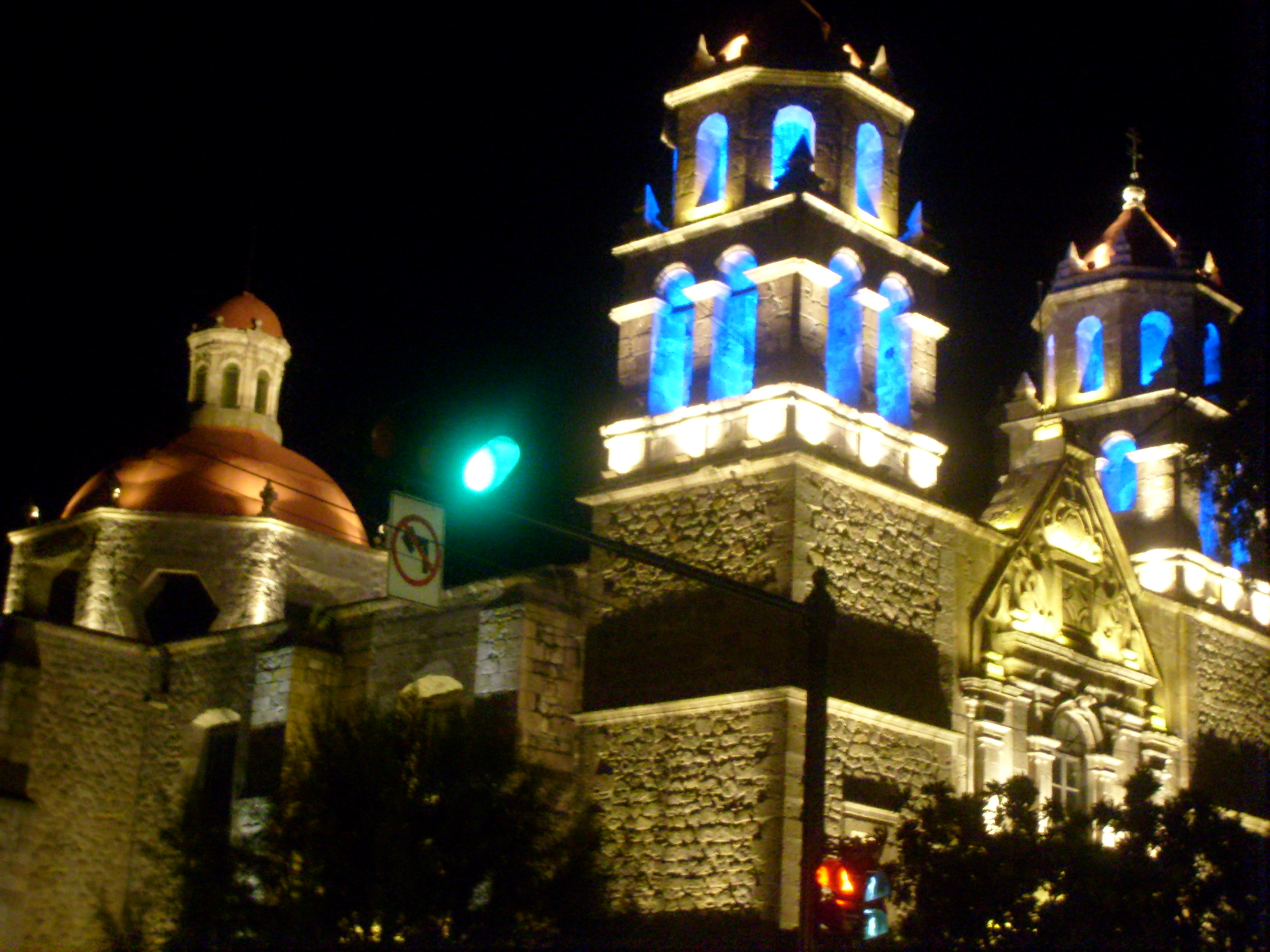
Biblioteca da universidade Michoacán
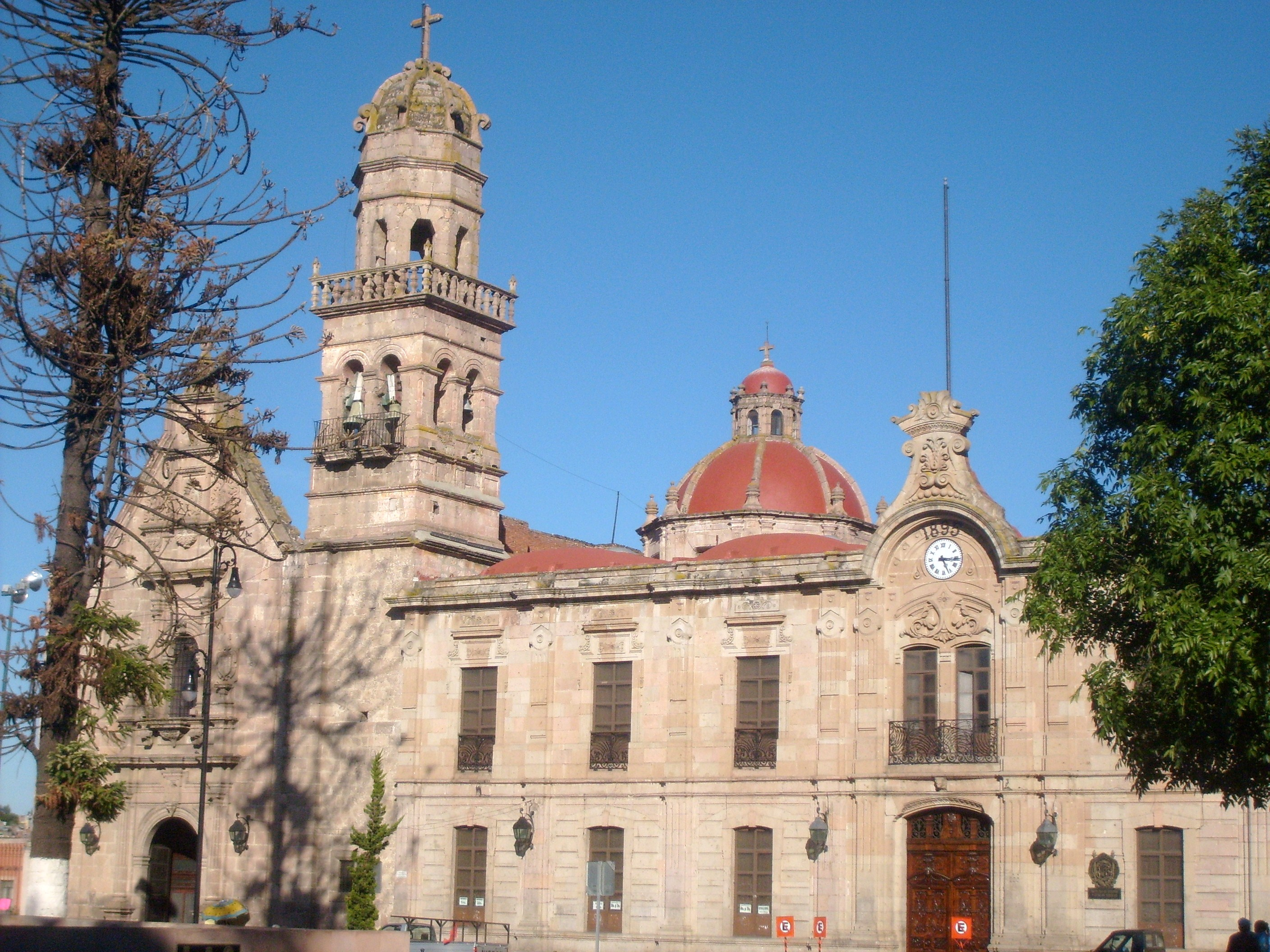
Faculdade de Direito e Ciências Sociais
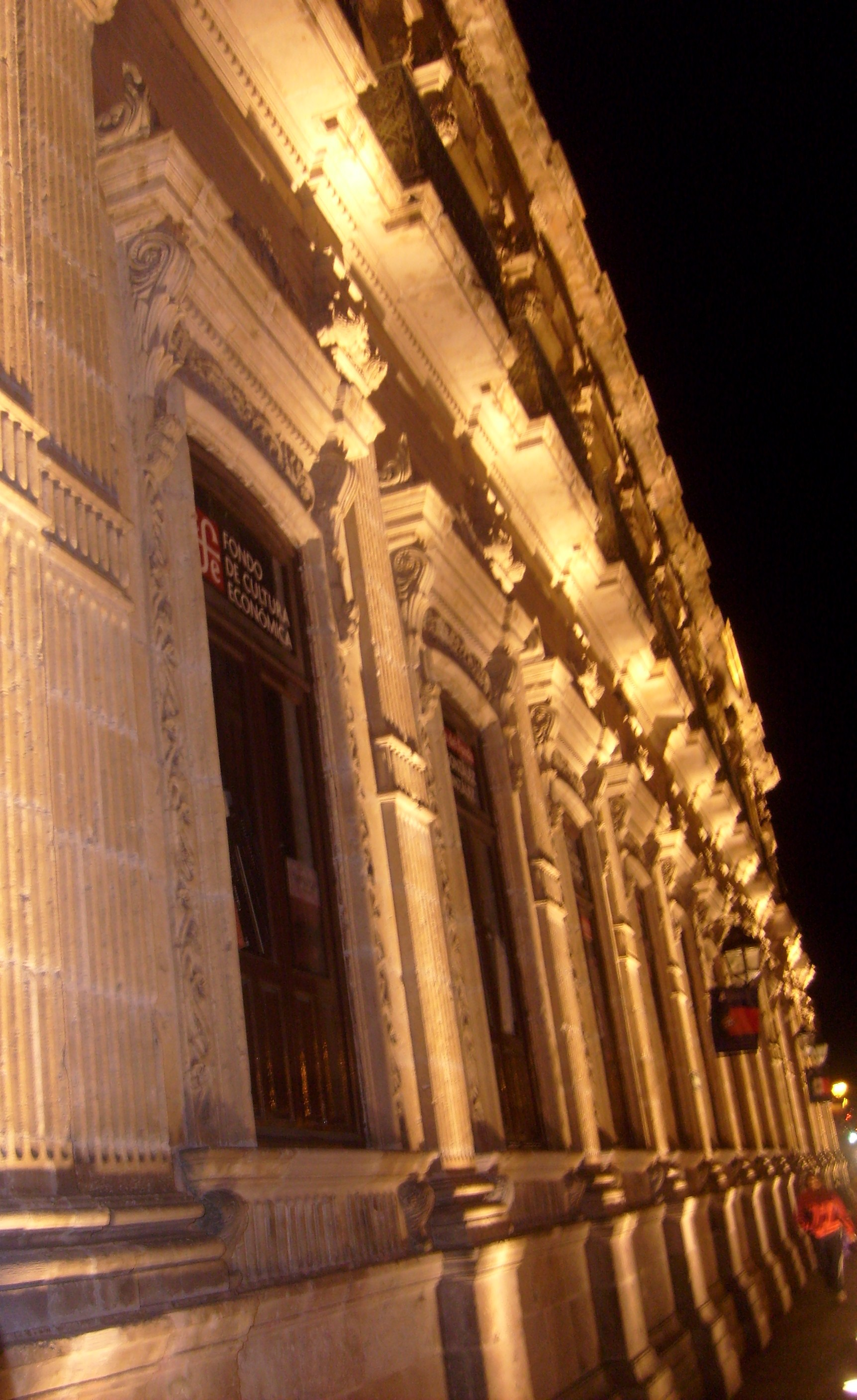
Palacio Federal
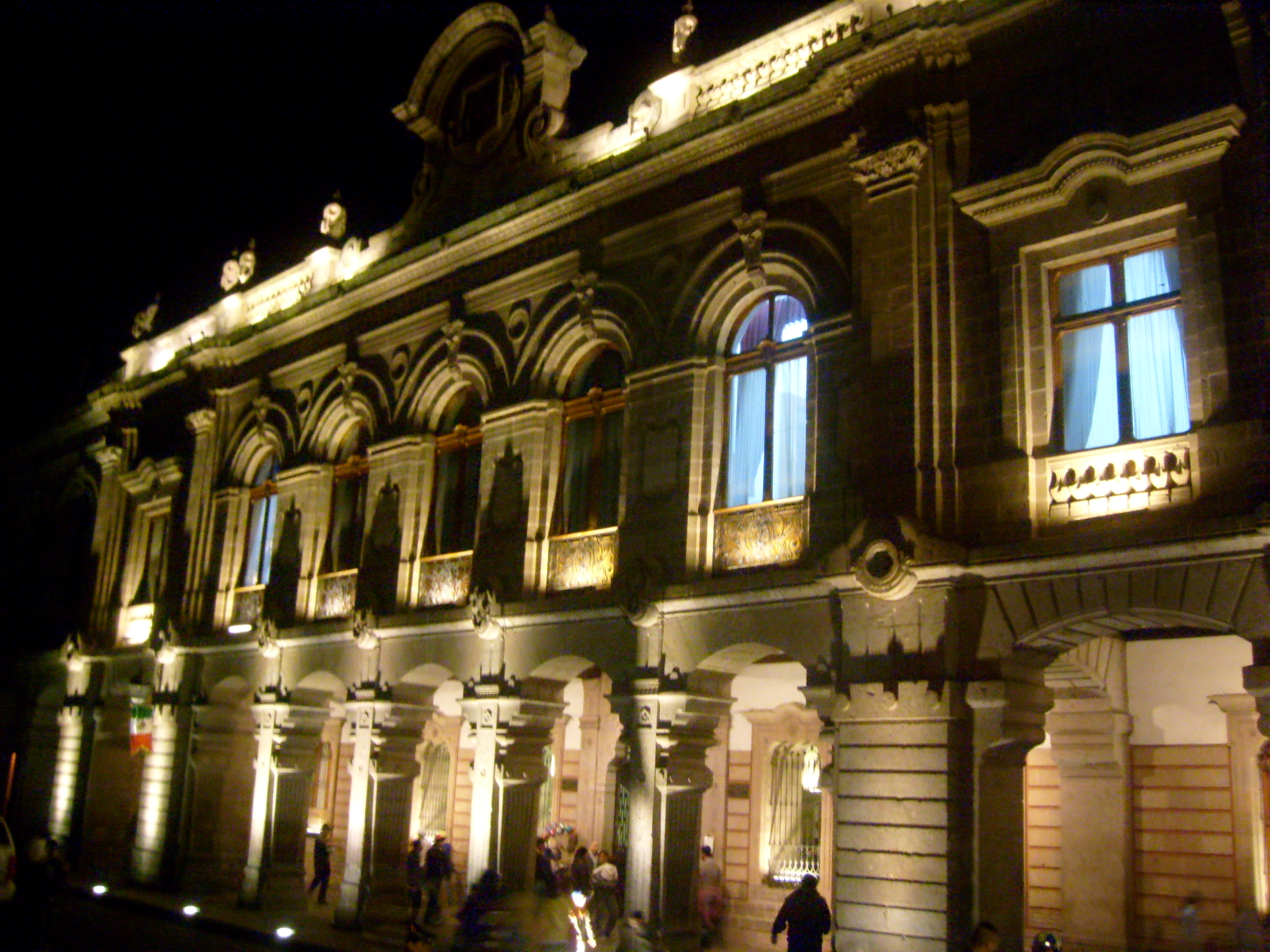
Palacio Judicial
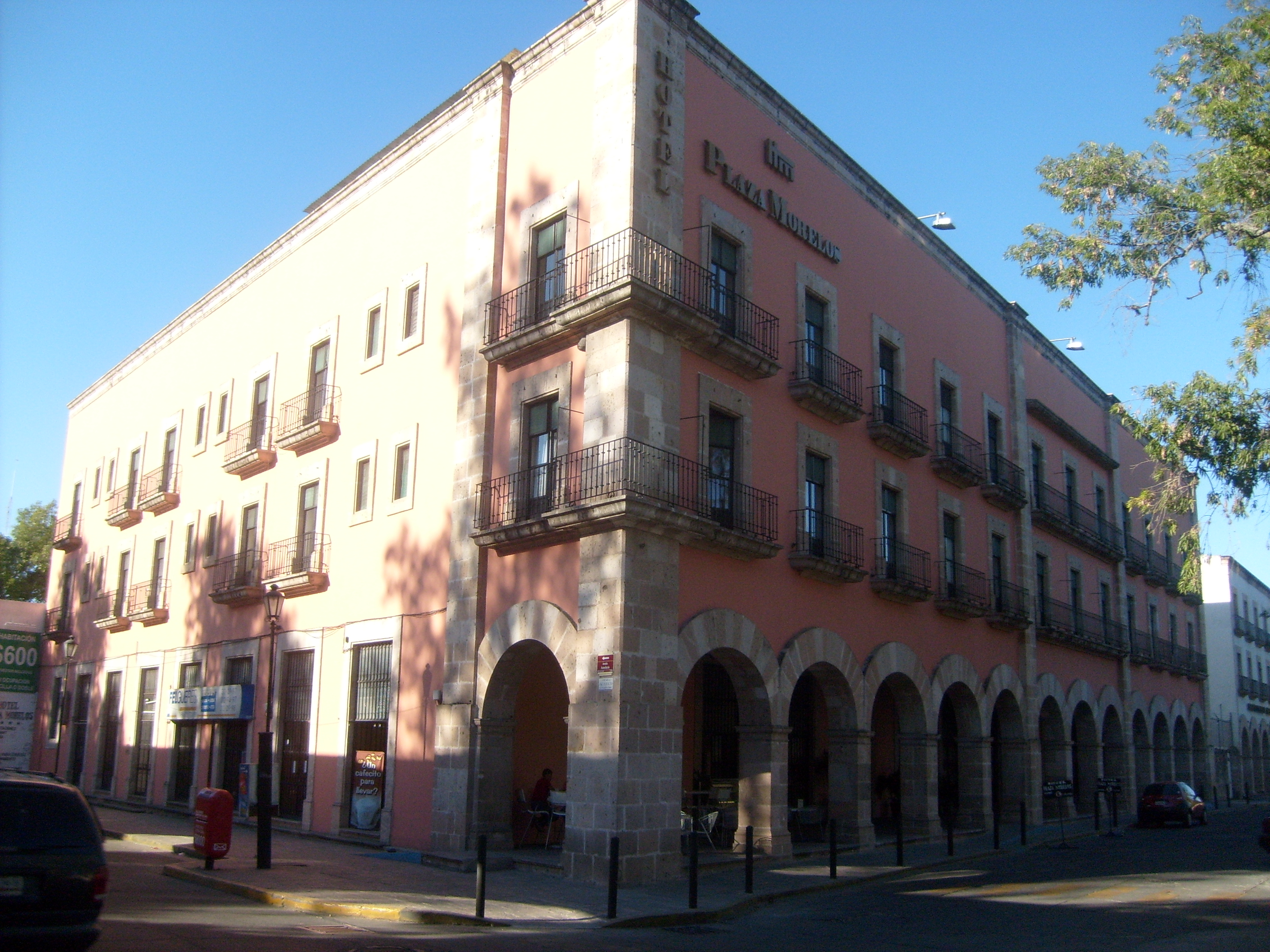
Edifício típico de Morelia
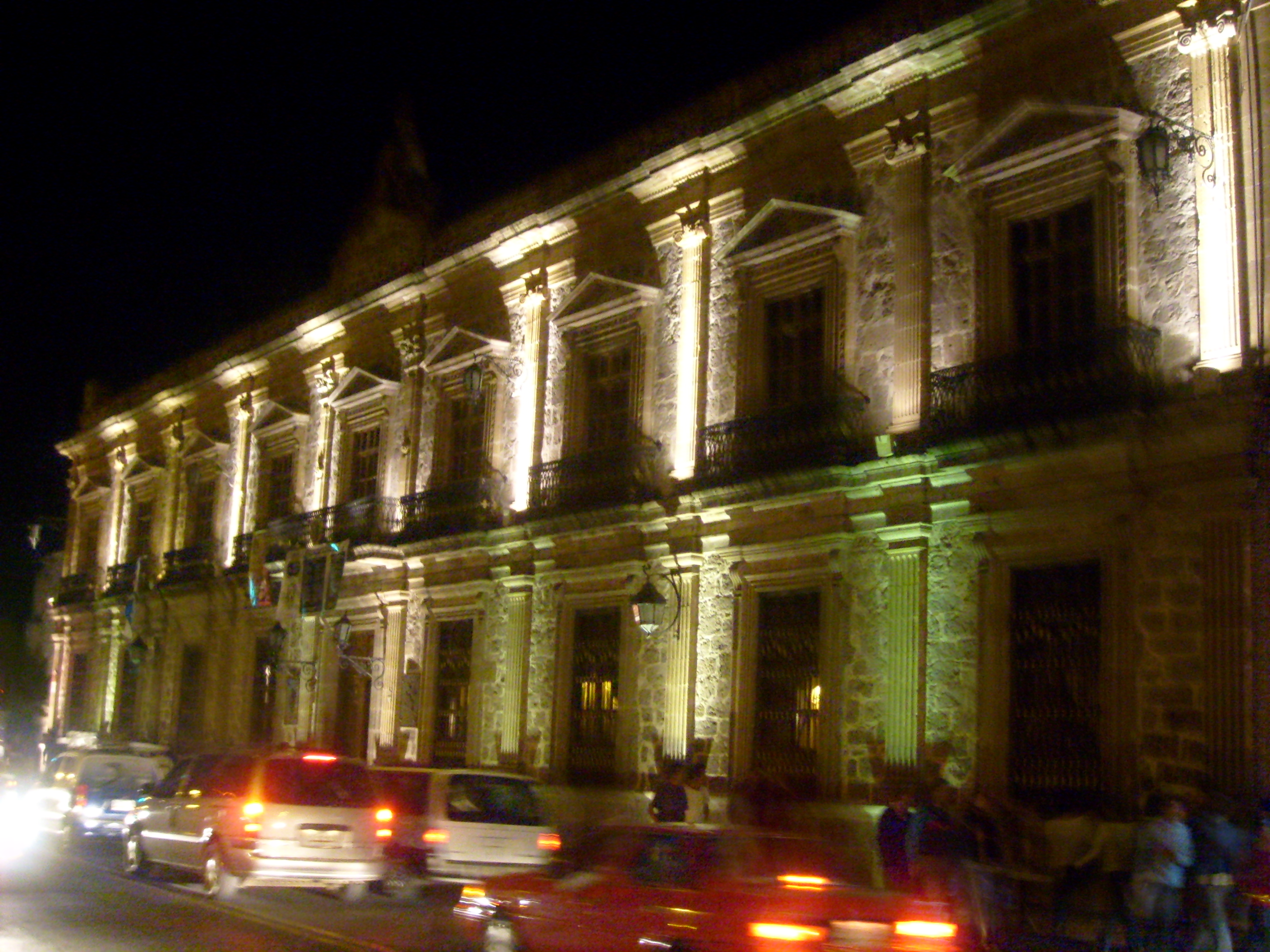
Escola onde estudou José María Morelos y Pavón
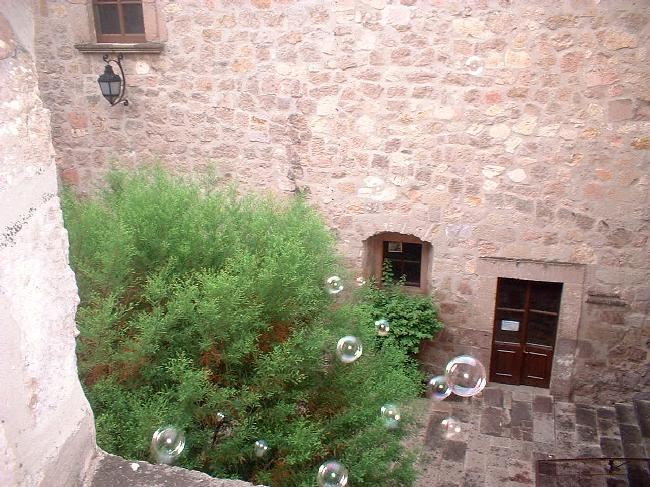
Casa da cultura
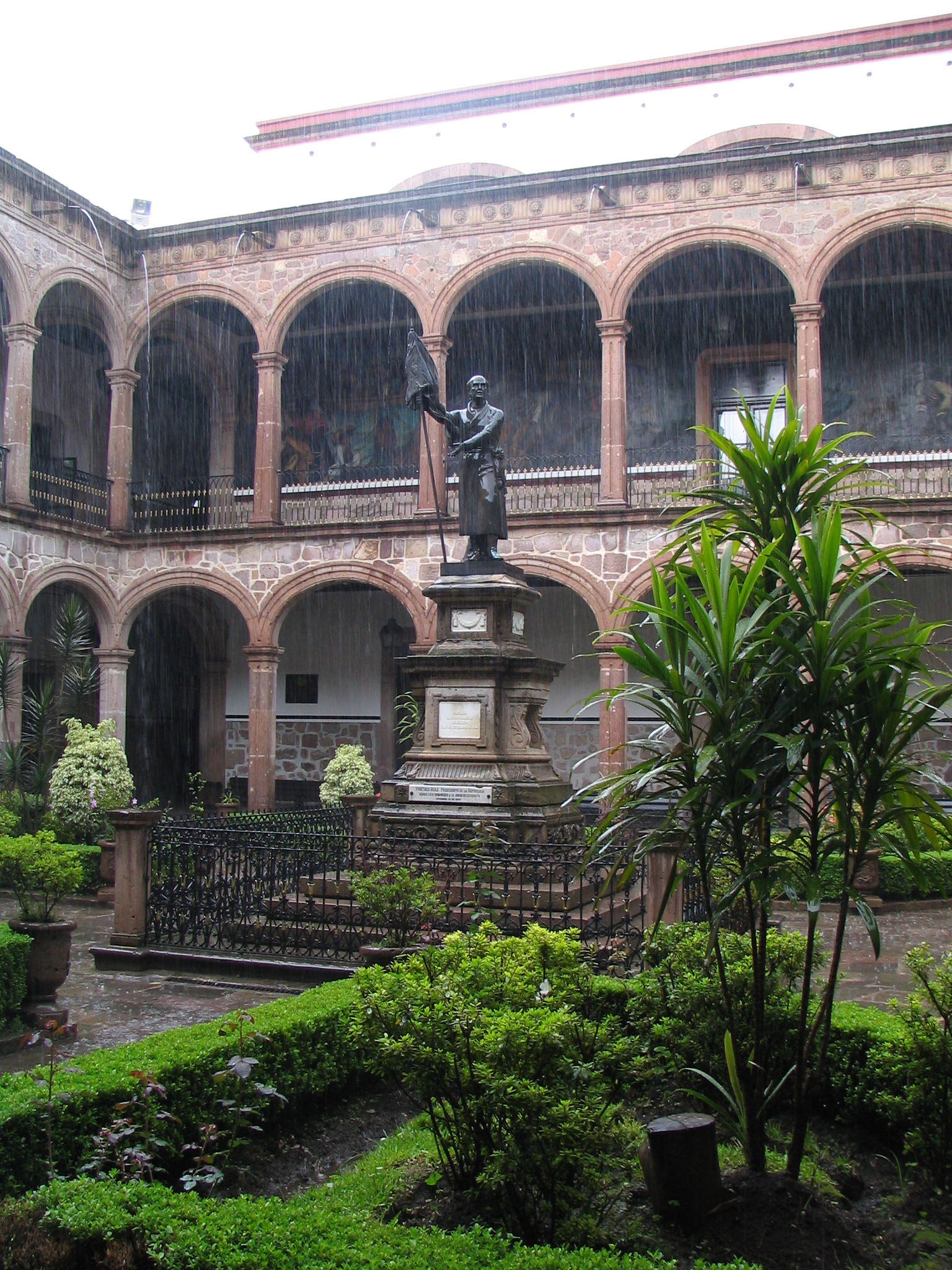
Colegio de San Nicolás
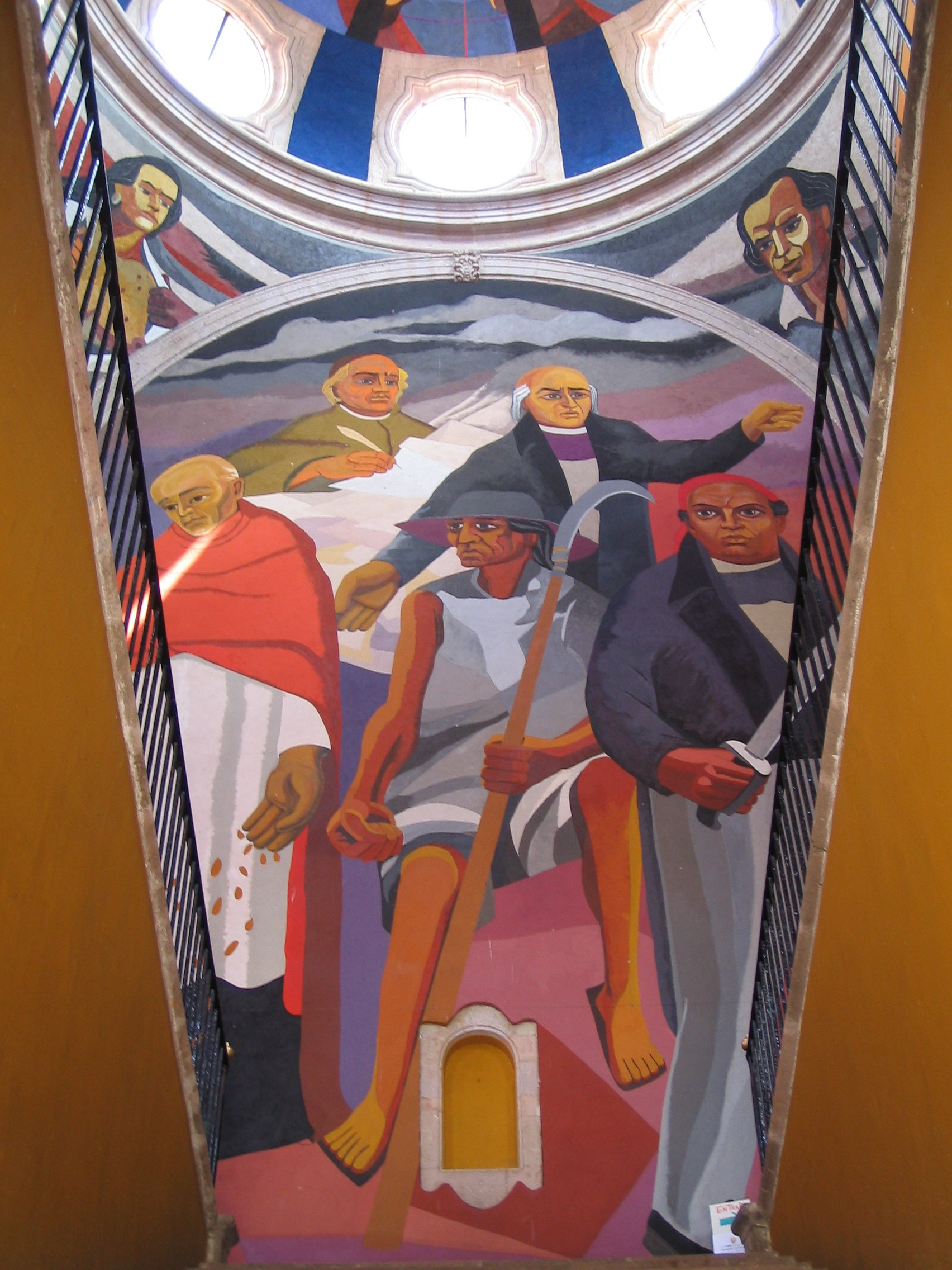
Mural Frente Palácio Clavijero
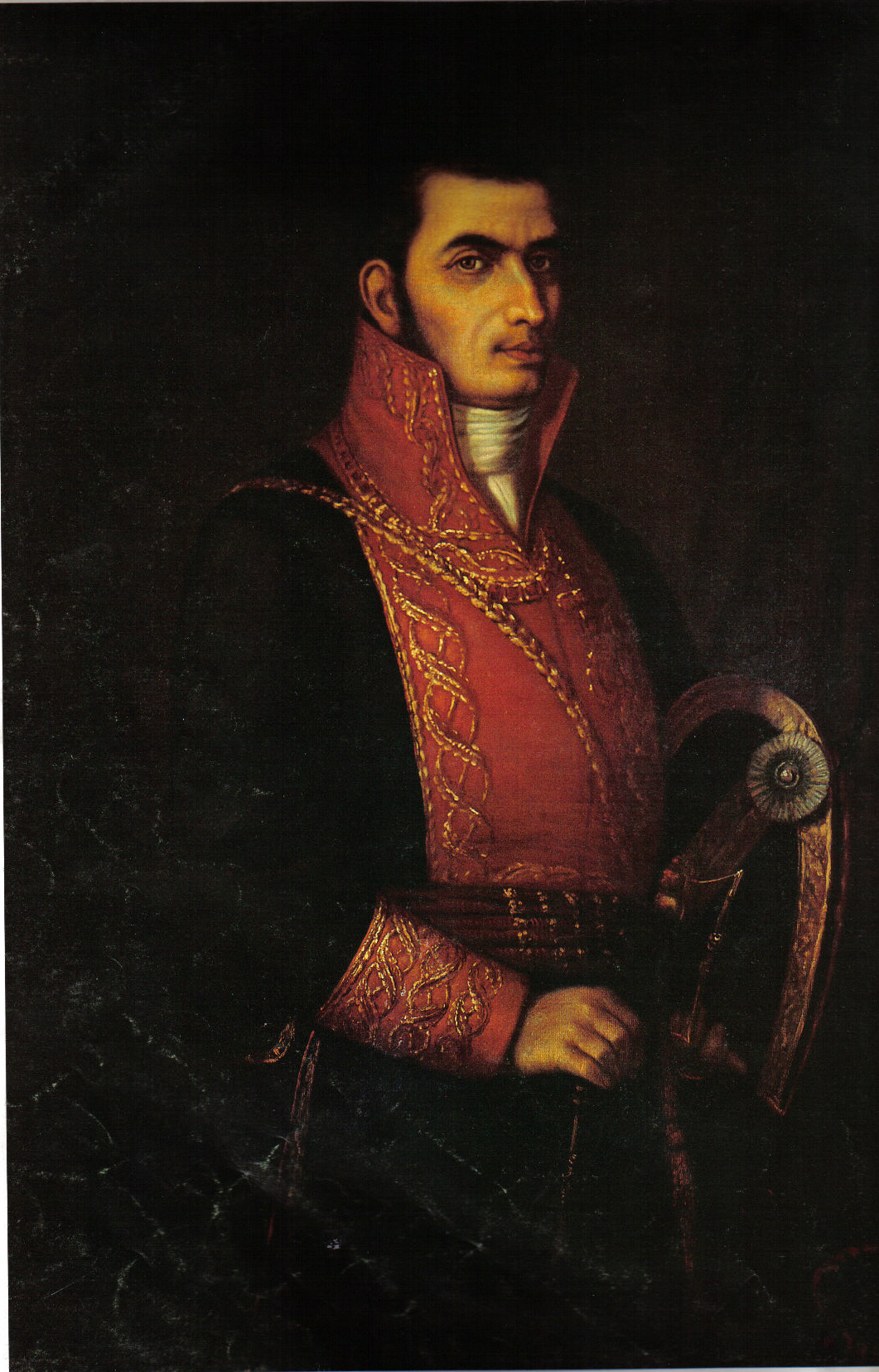
Morelos 1811
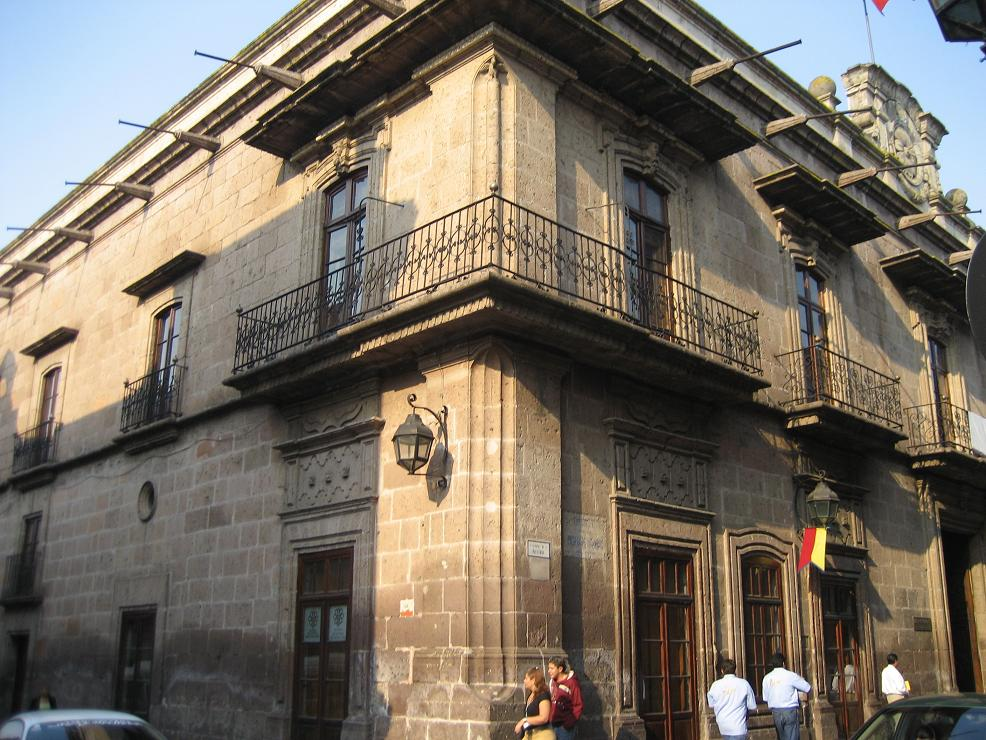
Casa Isidro Huarte